# Eleonora Piacezzi
Eleonora Piacezzi (Treviglio, 9 novembre 1995) è una calciatrice italiana, di ruolo difensore.

## Carriera

### Club
Fa il suo esordio in Serie A con l'Atalanta, durante la stagione 2009-2010 che al suo termine vedrà le nerazzurre retrocedere in Serie A2. Con l'Atalanta gioca altre due stagioni collezionando 34 presenze in campionato e 3 reti realizzate, tutte nel campionato 2011-2012
Nell'estate 2012 trova un accordo con la Torres che le dà l'occasione di tornare a giocare nel livello di vertice del campionato italiano femminile di calcio e nella UEFA Women's Champions League.
Fa il suo debutto internazionale per squadre di club il 31 ottobre 2012, in occasione della partita di andata degli ottavi di finale della stagione 2012-2013 di Champions League, nell'incontro giocato allo Stadio Vanni Sanna di Sassari e vinto per 4-1 dalla Torres sulle rumene dell'Olimpia Cluj; nell'occasione rileva all'88' l'italo-canadese Nikki Matarazzo.

### Nazionale
Eleonora Piacezzi entra nel giro della nazionale con le convocazioni nelle giovanili. Enrico Sbardella, responsabile tecnico della formazione Under-17, la inserisce in rosa impiegandola durante le fasi di qualificazione al Campionato europeo di categoria. Fa il suo debutto nel torneo l'11 aprile 2011, nella partita persa 6-1 con le pari età della Spagna e valida per il secondo turno di qualificazione. In competizioni ufficiali UEFA veste la maglia delle Azzurrine U-17 in 5 diverse occasioni.
Nel settembre 2012 il selezionatore dell'Under-19 Enrico Sbardella la inserisce nelle 25 atlete convocate per lo stage di Coverciano dove riesce a mettersi in luce a ottenere così l'inserimento in rosa nella formazione impegnata nelle qualificazioni dell'edizione 2013 dell'Europeo di categoria.
Nel novembre 2015 è nella lista delle 22 atlete convocate dal ct Antonio Cabrini per la doppia amichevole che la nazionale maggiore ha disputato il 3 dicembre a Guiyang e il 6 dicembre a Qujing con la Nazionale cinese. In quell'occasione scende in campo da titolare nella seconda partita vinta dalla Cina per 2-0.

## Statistiche

### Cronologia presenze e reti in nazionale
| Cronologia completa delle presenze e delle reti in nazionale ― Italia | Cronologia completa delle presenze e delle reti in nazionale ― Italia | Cronologia completa delle presenze e delle reti in nazionale ― Italia | Cronologia completa delle presenze e delle reti in nazionale ― Italia | Cronologia completa delle presenze e delle reti in nazionale ― Italia | Cronologia completa delle presenze e delle reti in nazionale ― Italia | Cronologia completa delle presenze e delle reti in nazionale ― Italia | Cronologia completa delle presenze e delle reti in nazionale ― Italia |
| Data                                                                  | Città                                                                 | In casa                                                               | Risultato                                                             | Ospiti                                                                | Competizione                                                          | Reti                                                                  | Note                                                                  |
| --------------------------------------------------------------------- | --------------------------------------------------------------------- | --------------------------------------------------------------------- | --------------------------------------------------------------------- | --------------------------------------------------------------------- | --------------------------------------------------------------------- | --------------------------------------------------------------------- | --------------------------------------------------------------------- |
| 6-12-2015                                                             | Qujing                                                                | Cina                                                                  | 2 – 0                                                                 | Italia                                                                | Amichevole                                                            | -                                                                     |                                                                       |
| 9-3-2016                                                              | Larnaca                                                               | Italia                                                                | 3 – 1                                                                 | Rep. Ceca                                                             | Cyprus Cup 2016                                                       | -                                                                     | 54’                                                                   |
| 8-3-2017                                                              | Larnaca                                                               | Italia                                                                | 6 – 2                                                                 | Rep. Ceca                                                             | Cyprus Cup 2017 - Finale 11º posto                                    | -                                                                     | 53’                                                                   |
| Totale                                                                |                                                                       | Presenze                                                              | 3                                                                     |                                                                       | Reti                                                                  | 0                                                                     |                                                                       |

## Palmarès

### Club

#### Competizioni nazionali
- Campionato italiano: 1

Torres: 2012-2013
- Coppa Italia: 2

Torres: 2012, 2013